# New Rules (bài hát)
"New Rules" là một bài hát của nghệ sĩ thu âm người Anh quốc Dua Lipa nằm trong album phòng thu đầu tay mang chính tên cô (2017). Nó được phát hành như là đĩa đơn thứ sáu trích từ album ở Vương quốc Anh vào ngày 15 tháng 7 năm 2017 và thứ ba ở Hoa Kỳ vào ngày 22 tháng 8 năm 2017 bởi Warner Bros. Records. Bài hát được đồng viết lời bởi Caroline Ailin, Emily Warren với nhà sản xuất nó Ian Kirkpatrick, và là tác phẩm duy nhất anh tham gia sản xuất cho Dua Lipa. Ban đầu được sáng tác với dự định sẽ do Little Mix thể hiện, "New Rules" là một bản tropical house, EDM và electropop, trong đó sử dụng nhiều loại nhạc cụ khác nhau như trống và kèn cor, mang nội dung đề cập đến một cô gái đang cố gắng vượt qua nỗi đau chia tay với người bạn trai cũ bằng việc liệt kê một danh sách những quy tắc khác nhau nhằm giúp cô tránh được tình trạng người yêu cũ tìm cách liên lạc để quay lại sau khi kết thúc một mối quan hệ, đã thu hút nhiều sự so sánh với âm nhạc từ thập niên 1990.
Sau khi phát hành, "New Rules" nhận được những phản ứng tích cực từ các nhà phê bình âm nhạc, trong đó họ đánh giá cao giai điệu hấp dẫn và quá trình sản xuất nó, đồng thời gọi đây là một bản thánh ca chia tay và trao quyền của người phụ nữ. Ngoài ra, bài hát còn gặt hái nhiều giải thưởng và đề cử tại những lễ trao giải lớn, bao gồm một đề cử tại giải Brit năm 2018 cho Đĩa đơn Anh quốc của năm. "New Rules" cũng tiếp nhận những thành công vượt trội về mặt thương mại, đứng đầu các bảng xếp hạng ở Ireland, Hà Lan và Vương quốc Anh, đồng thời lọt vào top 10 ở nhiều quốc gia nó xuất hiện, bao gồm những thị trường lớn như Úc, Bỉ, Canada, Phần Lan, Đức, Ý, New Zealand, Na Uy, Ba Lan và Thụy Điển. Tại Hoa Kỳ, nó đạt vị trí thứ sáu trên bảng xếp hạng Billboard Hot 100, trở thành đĩa đơn đầu tiên của Lipa vươn đến top 10 tại đây. Tính đến nay, nó đã bán được hơn 8 triệu bản trên toàn cầu, trở thành một trong những đĩa đơn bán chạy nhất mọi thời đại.
Video ca nhạc cho "New Rules" được đạo diễn bởi Henry Scholfield, trong đó bao gồm những cảnh Lipa ở một căn phòng ở khách sạn với bạn bè của cô, những người đã ngăn cản cô quay lại với bạn trai cũ. Nó đã gặt hái nhiều lời khen ngợi từ giới chuyên môn đối với chủ đề nữ quyền, cũng như nhận được một đề cử tại giải Brit năm 2018 cho Video Anh quốc của năm và hai đề cử tại giải Video âm nhạc của MTV năm 2018 ở hạng mục Bài hát của năm và Video có vũ đạo xuất sắc nhất. Để quảng bá bài hát, nữ ca sĩ đã trình diễn "New Rules" trên nhiều chương trình truyền hình và lễ trao giải lớn, bao gồm The Ellen DeGeneres Show, Jimmy Kimmel Live!, The Jonathan Ross Show, Later... with Jools Holland, Saturday Night Live, giải Brit năm 2018, giải thưởng âm nhạc Billboard năm 2018 và chung kết UEFA Champions League 2018, cũng như trong nhiều chuyến lưu diễn của cô. Kể từ khi phát hành, nó đã được hát lại bởi nhiều nghệ sĩ, như Clean Bandit, The Amazons và Madilyn Bailey. Tính đến ngày 5/2/2021, MV đã có hơn 2,3 tỷ lượt xem trên Youtube, trở thành MV có nhiều view nhất cũng như là MV đầu tiên và duy nhất cán mốc 2 tỷ lượt xem của cô.

## Danh sách bài hát
| - Tải kĩ thuật số 1. "New Rules" – 3:29 - Tải kĩ thuật số – Acoustic 1. "New Rules" (bản acoustic) – 3:33 - Tải kĩ thuật số – Initial Talk phối lại 1. "New Rules" (Initial Talk phối lại) – 3:44 - Tải kĩ thuật số – Trực tiếp 1. "New Rules" (trực tiếp) – 3:44 | - Tải kĩ thuật số – EP phối lại 1. "New Rules" (Kream Remix) – 4:40 2. "New Rules" (Freedo phối lại) – 3:33 3. "New Rules" (SG Lewis phối lại) – 4:13 4. "New Rules" (MRK Club phối) – 4:44 5. "New Rules" (Alison Wonderland phối lại) – 4:23 - Đĩa CD 1. "New Rules" – 3:29 2. "New Rules" (bản acoustic) – 3:33 |

## Thành phần thực hiện
Thành phần thực hiện được trích từ ghi chú của Dua Lipa, Warner Bros. Records.
Thu âm
- Thu âm tại Zenseven Studios (Woodland Hills, California), NRG Studios (Bắc Hollywood, California) và Atlantic Recording Studios (California).
- Master tại Sterling Sound (Thành phố New York).

Thành phần
- Dua Lipa – giọng hát
- Emily Warren – viết lời
- Caroline Ailin – viết lời
- Ian Kirkpatrick – viết lời, sản xuất, thu âm, lập trình, kỹ sư
- Chris Gehringer – master
- Josh Gudwin – phối khí

## Xếp hạng
| Bảng xếp hạng (2017-18)                   | Vị trí cao nhất |
| ----------------------------------------- | --------------- |
| Argentina Anglo (Monitor Latino)          | 9               |
| Úc (ARIA)                                 | 2               |
| Áo (Ö3 Austria Top 40)                    | 11              |
| Bỉ (Ultratop 50 Flanders)                 | 1               |
| Bỉ (Ultratop 50 Wallonia)                 | 4               |
| Bolivia (Monitor Latino)                  | 7               |
| Brazil (Brasil Hot 100 Airplay)           | 6               |
| Canada (Canadian Hot 100)                 | 7               |
| Canada AC (Billboard)                     | 38              |
| Canada CHR/Top 40 (Billboard)             | 4               |
| Canada Hot AC (Billboard)                 | 17              |
| Costa Rica (Monitor Latino)               | 18              |
| Cộng hòa Séc (Rádio Top 100)              | 31              |
| Cộng hòa Séc (Singles Digitál Top 100)    | 6               |
| Đan Mạch (Tracklisten)                    | 14              |
| Ecuador (National-Report)                 | 38              |
| El Salvador (Monitor Latino)              | 16              |
| Châu Âu Nhạc số (Billboard)               | 3               |
| Phần Lan (Suomen virallinen lista)        | 5               |
| Pháp (SNEP)                               | 32              |
| Đức (Official German Charts)              | 9               |
| Hy Lạp (IFPI Greece)                      | 34              |
| Hungary (Rádiós Top 40)                   | 1               |
| Hungary (Single Top 40)                   | 8               |
| Hungary (Dance Top 40)                    | 12              |
| Ireland (IRMA)                            | 1               |
| Israel (Media Forest)                     | 1               |
| Ý (FIMI)                                  | 8               |
| Latvia (Latvijas Top 40)                  | 1               |
| Mexico (AMPROFON)                         | 16              |
| Hà Lan (Dutch Top 40)                     | 1               |
| Hà Lan (Single Top 100)                   | 1               |
| New Zealand (Recorded Music NZ)           | 3               |
| Na Uy (VG-lista)                          | 5               |
| Panama Anglo (Monitor Latino)             | 3               |
| Peru (Monitor Latino)                     | 17              |
| Ba Lan (Polish Airplay Top 100)           | 5               |
| Bồ Đào Nha (AFP)                          | 3               |
| Romania (Airplay 100)                     | 1               |
| Scotland (OCC)                            | 2               |
| Slovakia (Rádio Top 100)                  | 42              |
| Slovakia (Singles Digitál Top 100)        | 6               |
| Slovenia (SloTop50)                       | 8               |
| Hàn Quốc (Gaon International Singles)     | 20              |
| Tây Ban Nha (PROMUSICAE)                  | 12              |
| Thụy Điển (Sverigetopplistan)             | 7               |
| Thụy Sĩ (Schweizer Hitparade)             | 11              |
| Anh Quốc (OCC)                            | 1               |
| Uruguay (Monitor Latino)                  | 15              |
| Hoa Kỳ Billboard Hot 100                  | 6               |
| Hoa Kỳ Adult Contemporary (Billboard)     | 18              |
| Hoa Kỳ Adult Pop Airplay (Billboard)      | 7               |
| Hoa Kỳ Dance Club Songs (Billboard)       | 1               |
| Hoa Kỳ Dance/Mix Show Airplay (Billboard) | 1               |
| Hoa Kỳ Pop Airplay (Billboard)            | 1               |
| Hoa Kỳ Rhythmic (Billboard)               | 4               |
| Venezuela Anglo (Record Report)           | 5               |

| Bảng xếp hạng (2017)                     | Vị trí |
| ---------------------------------------- | ------ |
| Australia (ARIA)                         | 22     |
| Austria (Ö3 Austria Top 40)              | 52     |
| Belgium (Ultratop 50 Flanders)           | 17     |
| Belgium (Ultratop 50 Wallonia)           | 67     |
| Canada (Canadian Hot 100)                | 64     |
| CIS (Tophit)                             | 70     |
| Costa Rica (Monitor Latino)              | 47     |
| Denmark (Tracklisten)                    | 58     |
| France (SNEP)                            | 151    |
| Germany (Official German Charts)         | 41     |
| Hungary (Rádiós Top 40)                  | 41     |
| Hungary (Single Top 40)                  | 37     |
| Hungary (Stream Top 40)                  | 9      |
| Hungary (Dance Top 40)                   | 55     |
| Israel (Media Forest)                    | 14     |
| Italy (FIMI)                             | 62     |
| Netherlands (Dutch Top 40)               | 11     |
| Netherlands (Single Top 100)             | 18     |
| New Zealand (Recorded Music NZ)          | 15     |
| Norway (VG Lista)                        | 34     |
| Peru (Monitor Latino)                    | 97     |
| Poland (ZPAV)                            | 83     |
| Romania (Airplay 100)                    | 25     |
| Russia (Tophit)                          | 88     |
| Spain (PROMUSICAE)                       | 59     |
| Sweden (Sverigetopplistan)               | 39     |
| Switzerland (Schweizer Hitparade)        | 61     |
| UK Singles (Official Charts Company)     | 11     |
| US Hot Dance Club Songs (Billboard)      | 9      |
| Bảng xếp hạng (2018)                     | Vị trí |
| Argentina (Monitor Latino)               | 98     |
| Australia (ARIA)                         | 54     |
| Belgium (Ultratop 50 Flanders)           | 43     |
| Bolivia (Monitor Latino)                 | 72     |
| Canada (Canadian Hot 100)                | 17     |
| CIS (Tophit)                             | 89     |
| Costa Rica (Monitor Latino)              | 35     |
| Denmark (Tracklisten)                    | 79     |
| Germany (Official German Charts)         | 100    |
| Hungary (Rádiós Top 40)                  | 87     |
| Hungary (Single Top 40)                  | 65     |
| Hungary (Stream Top 40)                  | 18     |
| Hungary (Dance Top 40)                   | 15     |
| Ireland (IRMA)                           | 28     |
| Latvia (Latvijas Top 40)                 | 11     |
| Netherlands (Dutch Top 40)               | 192    |
| Netherlands (Single Top 100)             | 91     |
| New Zealand (Recorded Music NZ)          | 40     |
| Panama (Monitor Latino)                  | 75     |
| Peru (Monitor Latino)                    | 62     |
| Romania (Airplay 100)                    | 53     |
| Russia (Tophit)                          | 101    |
| South Korea (Gaon International Singles) | 30     |
| Spain (PROMUSICAE)                       | 76     |
| Sweden (Sverigetopplistan)               | 63     |
| Switzerland (Schweizer Hitparade)        | 92     |
| UK Singles (Official Charts Company)     | 20     |
| US Billboard Hot 100                     | 16     |
| US Adult Contemporary (Billboard)        | 44     |
| US Adult Top 40 (Billboard)              | 31     |
| US Dance/Mix Show Airplay (Billboard)    | 4      |
| US Pop Songs (Billboard)                 | 1      |
| US Rhythmic (Billboard)                  | 37     |

## Chứng nhận
| Quốc gia | Chứng nhận  | Số đơn vị/doanh số chứng nhận |
| --- | ----------- | ----------------------------- |
| Úc (ARIA) | 5× Bạch kim | 350.000‡                      |
| Áo (IFPI Áo) | Vàng        | 15.000‡                       |
| Bỉ (BEA) | 2× Bạch kim | 60,000‡                       |
| Canada (Music Canada) | 6× Bạch kim | 0‡                            |
| Đan Mạch (IFPI Đan Mạch) | Bạch kim    | 90.000‡                       |
| Pháp (SNEP) | Bạch kim    | 150.000‡                      |
| Đức (BVMI) | Bạch kim    | 300.000‡                      |
| Ý (FIMI) | 3× Bạch kim | 150.000‡                      |
| New Zealand (RMNZ) | 2× Bạch kim | 60.000‡                       |
| Bồ Đào Nha (AFP) | 2x Bạch kim | 20.000‡                       |
| Tây Ban Nha (PROMUSICAE) | 2× Bạch kim | 80.000*                       |
| Thụy Điển (GLF) | 4× Bạch kim | 32.000.000                    |
| Anh Quốc (BPI) | 3× Bạch kim | 1.800.000‡                    |
| Hoa Kỳ (RIAA) | 5× Bạch kim | 5.000.000‡                    |
| * Chứng nhận dựa theo doanh số tiêu thụ. ^ Chứng nhận dựa theo doanh số nhập hàng. ‡ Chứng nhận dựa theo doanh số tiêu thụ và phát trực tuyến. |             |                               |

## Lịch sử phát hành
| Khu vực        | Ngày              | Định dạng                    | Phiên bản               | Hãng đĩa     | Nguồn   |
| -------------- | ----------------- | ---------------------------- | ----------------------- | ------------ | ------- |
| Vương quốc Anh | 15 tháng 7, 2017  | Contemporary hit radio       | Bản gốc                 | Warner Music | [ 140 ] |
| Ý              | 28 tháng 7, 2017  | Contemporary hit radio       | Bản gốc                 | Warner Music | [ 141 ] |
| Hoa Kỳ         | 21 tháng 8, 2017  | Hot adult contemporary radio | Bản gốc                 | Warner Bros. | [ 142 ] |
| Hoa Kỳ         | 22 tháng 8, 2017  | Contemporary hit radio       | Bản gốc                 | Warner Bros. | [ 143 ] |
| Nhiều          | 25 tháng 8, 2017  | Tải kĩ thuật số              | Alison Wonderland remix | Warner Music | [ 144 ] |
| Nhiều          | 20 tháng 10, 2017 | Tải kĩ thuật số              | Bản acoustic            | Warner Music | [ 1 ]   |
| Nhiều          | 3 tháng 11, 2017  | Tải kĩ thuật số              | EP phối lại             | Warner Music | [ 4 ]   |
| Đức            | 17 tháng 11, 2017 | CD                           | Bản gốc                 | Warner Bros. | [ 5 ]   |
| Nhiều          | 23 tháng 11, 2017 | Tải kĩ thuật số              | Initial Talk phối lại   | Warner Music | [ 2 ]   |